# Erebia silbernageli
Erebia silbernageli är en fjärilsart som beskrevs av Slaby 1947. Erebia silbernageli ingår i släktet Erebia och familjen praktfjärilar. Inga underarter finns listade i Catalogue of Life.